# Falling to Pieces
Falling to Pieces è un singolo del gruppo musicale statunitense Faith No More, il terzo estratto dall'album The Real Thing nel 1990.

## Video musicale
Nel videoclip del brano il cantante Mike Patton è vestito in maniera simile al personaggio Alex DeLarge del film di Stanley Kubrick Arancia meccanica (1971).

## Tracce
CD PROMO (Stati Uniti)
1. Falling to Pieces (Remix) – 4:19
2. Falling to Pieces (Video version) – 4:32
3. Falling to Pieces (Album version) – 5:12

CD singolo (Regno Unito)
1. Falling to Pieces (Single version) – 3:38
2. We Care a Lot (Live) – 4:00
3. Underwater Love (Live) – 3:32
4. From Out of Nowhere (Live) – 3:47

12" (Australia)
- Lato A

1. Falling to Pieces (Remix) – 4:19
2. Zombie Eaters – 5:56

- Lato B

1. The Real Thing (Live) – 8:14

7" (Regno Unito)
- Lato A

1. Falling to Pieces (Remix) – 4:19

- Lato B

1. We Care a Lot (Live) – 4:00

## Classifiche
| Classifica (1990)             | Posizione massima |
| ----------------------------- | ----------------- |
| Australia                     | 26                |
| Nuova Zelanda                 | 16                |
| Regno Unito                   | 41                |
| Stati Uniti                   | 92                |
| Stati Uniti (mainstream rock) | 40                |

## Nella cultura di massa
La canzone è stata utilizzata nei film Black Hawk Down - Black Hawk abbattuto, Niente velo per Jasira e nella serie televisiva Beavis and Butt-head.